# Botein
Botein (aus arabisch بطين, DMG buṭain ‚kleiner Bauch‘) ist der Eigenname des Sterns Delta Arietis (δ Arietis, kurz δ Ari) im Sternbild Widder. Botein gehört der Spektralklasse K2 an und besitzt eine Helligkeit von +4,35 mag.
Botein ist ca. 165 Lichtjahre von der Erde entfernt (gemäß dem dritten Daten-Release der Raumsonde Gaia).
Botein kann als ekliptiknaher Stern vom Mond und (sehr selten) von Planeten bedeckt werden. 